# Domamyslice
Domamyslice je část statutárního města Prostějov. Nachází se na západě Prostějova. V roce 2009 zde bylo evidováno 428 adres. V roce 2001 zde trvale žilo 1056 obyvatel.
Domamyslice je také název katastrálního území o rozloze 3,3 km2.

## Dějiny
První zmínka o Domamyslicích pochází z roku 1355. Původ názvu obce pochází od osobního jména Domamysl. Původní majitelé nesli přídomek "z Domamyslic". V roce 1446 vesnici prodali. Mezi léty 1526–1848 byly Domamyslice součástí plumlovského panství. Děti z Domamyslic musely docházet do školy v Mostkovicích, teprve od roku 1937 mohly začít chodit do blízkých Čechovic. Za druhé světové války byla do Domamyslic přesídlena část lidí ze zrušených obcí na Vyškovsku. Tito lidé se po válce vrátili zpět, mnoho místních odešlo do pohraničí, a tak výrazně klesl počet obyvatel. V prvních poválečných volbách zvítězila KSČ před ČSSD, ČSL a ČSNS. V roce 1953 bylo založeno JZD. V roce 1960 byly Domamyslice sjednoceny s Čechovicemi a společná obec nesla název Čechovice-Domamyslice a roku 1976 byla tato obec připojena k Prostějovu.
 Z hlediska děkanátu Prostějov patří Domamyslice do farnosti Mostkovice.

## Archeologické nálezy

### Pohřebiště
V Domamyslicích se nachází významnější archeologické naleziště pohřebišť kultur lidu popelnicových polí. V roce 2016 byly při stavbě rodinných domů v lokalitě V Loučkách nalezeny další cenné vykopávky z 6. století př. Kr.

### Zaniklá ves Kloboučky
Mezi obcemi Domamyslice a Seloutky stávala středověká obec Kloboučky. Jednalo se o dřevěnou zástavbu na mokřinách s dvorcem patřícím k seloutské tvrzi. Nálezy jsou vystaveny v Muzeu Prostějovska v Prostějově. Ke Kloboučkám se váže lidová pověst o tom, že se propadly do močálu. 

### Zaniklá osada Gloše
Podle archeologa Jana Šrota stávala zhruba 1,2 km od Domamyslic středověká osada Gloše. K lokalizaci dospěl díky nálezu keramických střepů z 13.–14. století a podle názvu polní trati. Místo v minulosti sloužilo i jako vojenská střelnice.

## Obyvatelstvo

### Struktura
Vývoj počtu obyvatel za celou obec i za jeho jednotlivé části uvádí tabulka níže, ve které se zobrazuje i příslušnost jednotlivých částí k obci či následné odtržení.
| Místní části   | Místní části     | 1869 | 1880 | 1890 | 1900 | 1910 | 1921 | 1930 | 1950 | 1961 | 1970 | 1980 | 1991 | 2001 | 2011 |
| -------------- | ---------------- | ---- | ---- | ---- | ---- | ---- | ---- | ---- | ---- | ---- | ---- | ---- | ---- | ---- | ---- |
| Počet obyvatel | část Domamyslice | 443  | 461  | 438  | 443  | 733  | 722  | 813  | 694  | 697  | 720  | 840  | 980  | 1056 | 1073 |
| Počet domů     | část Domamyslice | 60   | 77   | 78   | 80   | 114  | 127  | 151  | 172  | 175  | 188  | 218  | 300  | 327  | 380  |

## Autobusová doprava
Na křižovatce ulic Domamyslická a Žitná se nachází točna a autobusová zastávka Prostějov, Domamyslice. Končí zde linky 6, 7, 16, 41 a páteřní linka 4.

## Památky
- Kaple sv. Jana Nepomuckého
- Kaplička Anděla Strážného
- Boží muka
- Vodní mlýn čp. 4, zvaný též Toufarův mlýn
- Ševčíkův mlýn
- Přírodní památka Dolní vinohrádky

## Fotogalerie

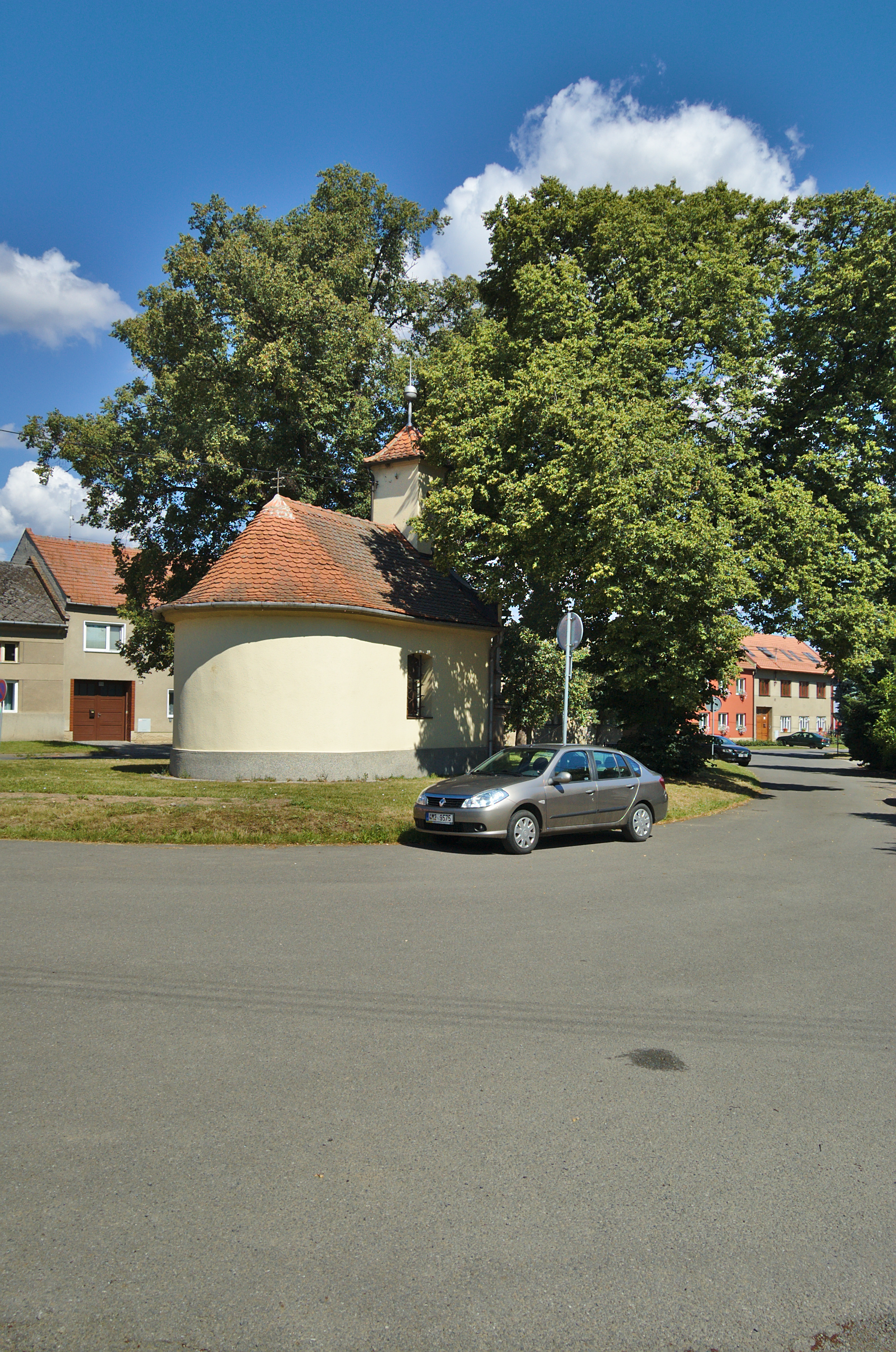
Kaple svatého Jana Nepomuckého
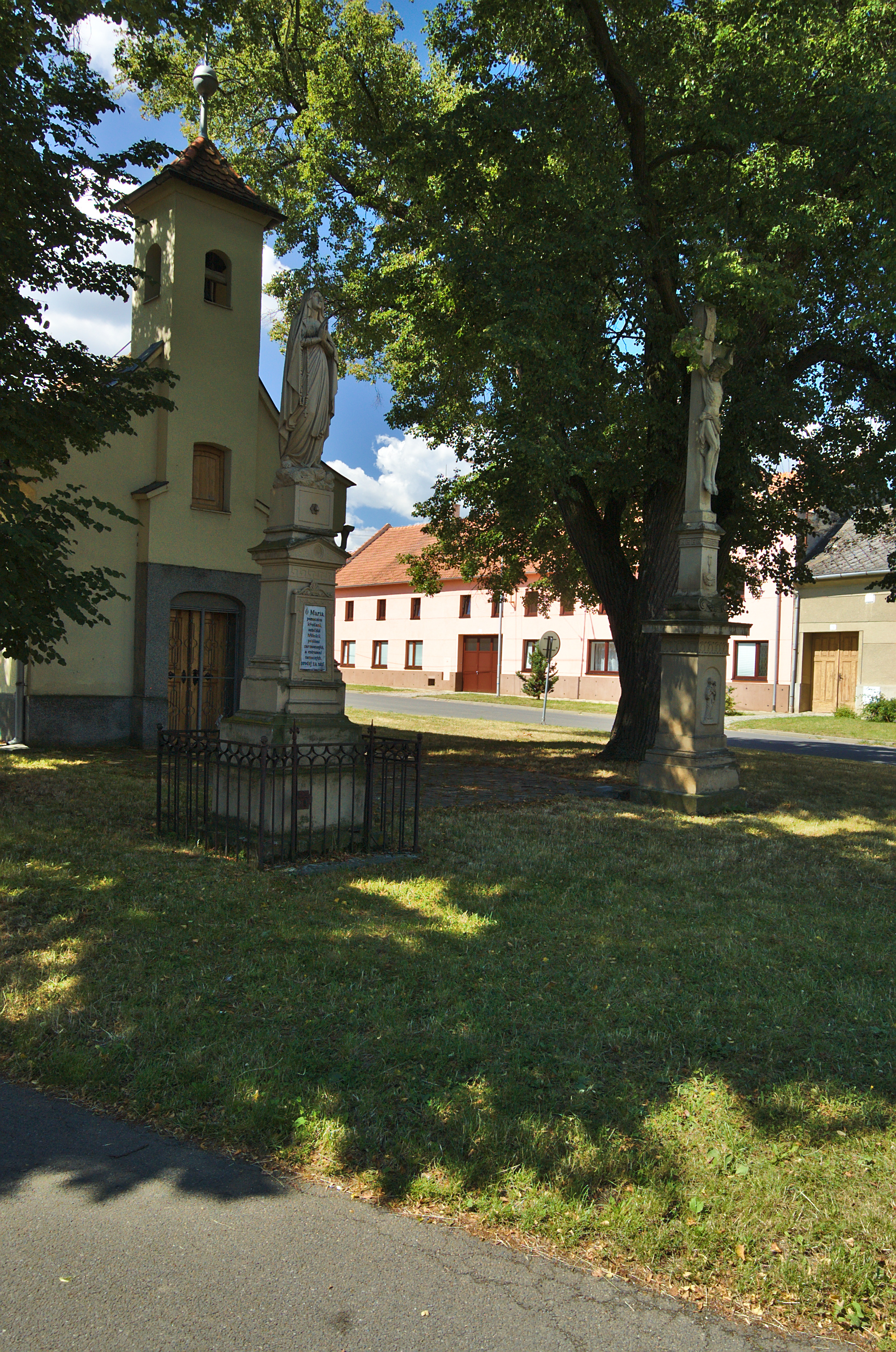
Kříž a socha před kaplí svatého Jana Nepomuckého
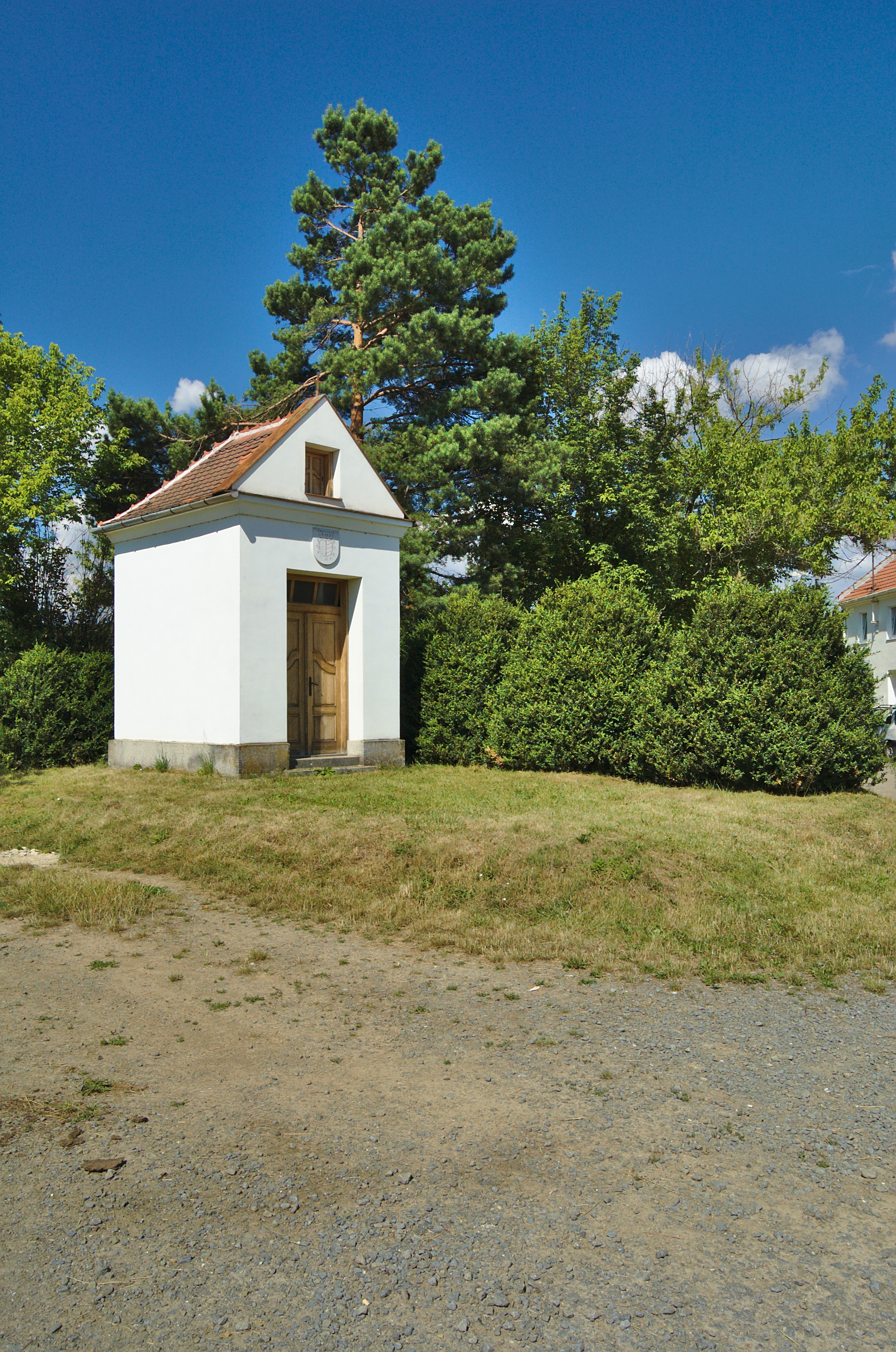
Kaplička Anděla Strážného
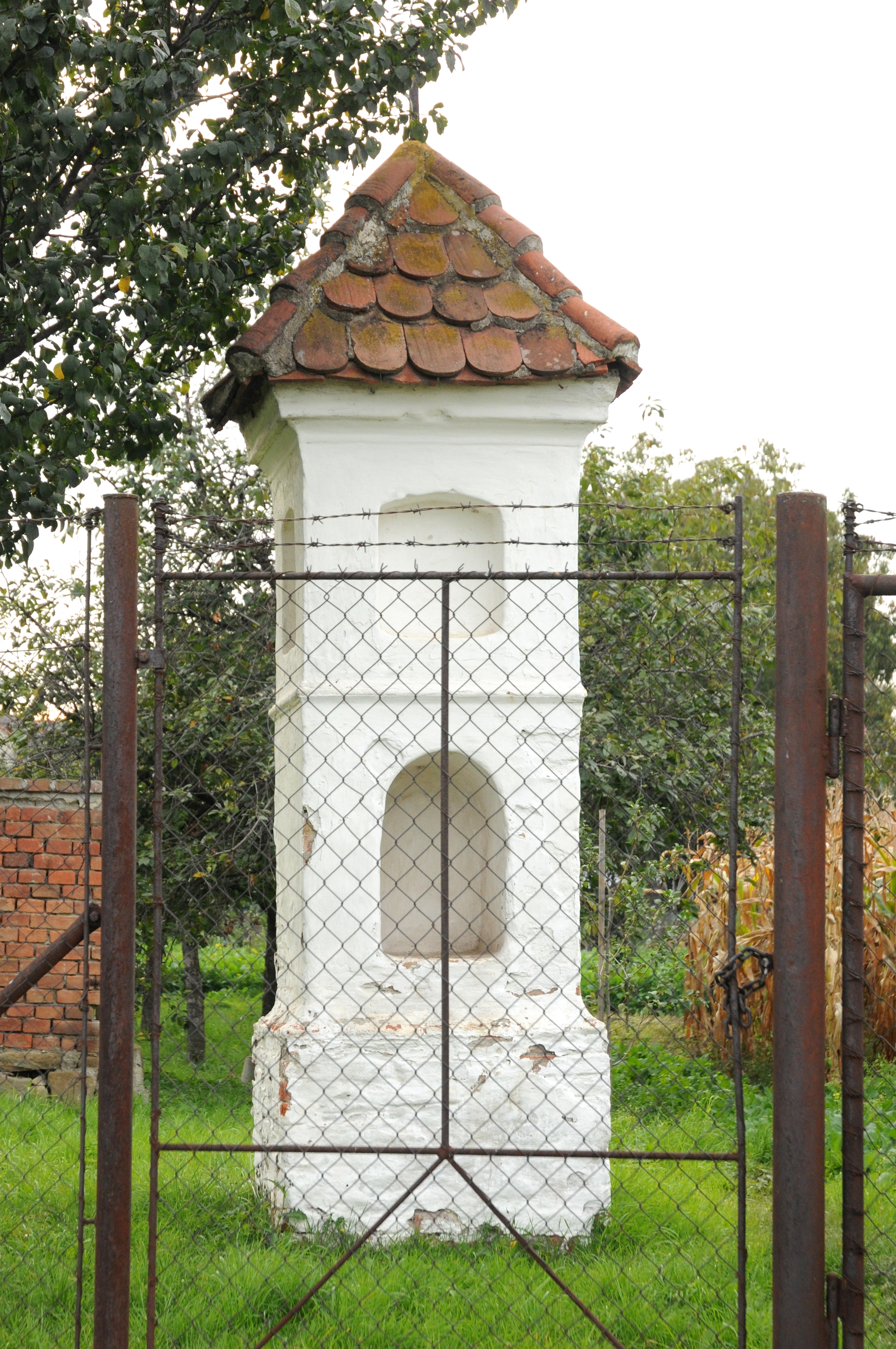
Boží muka
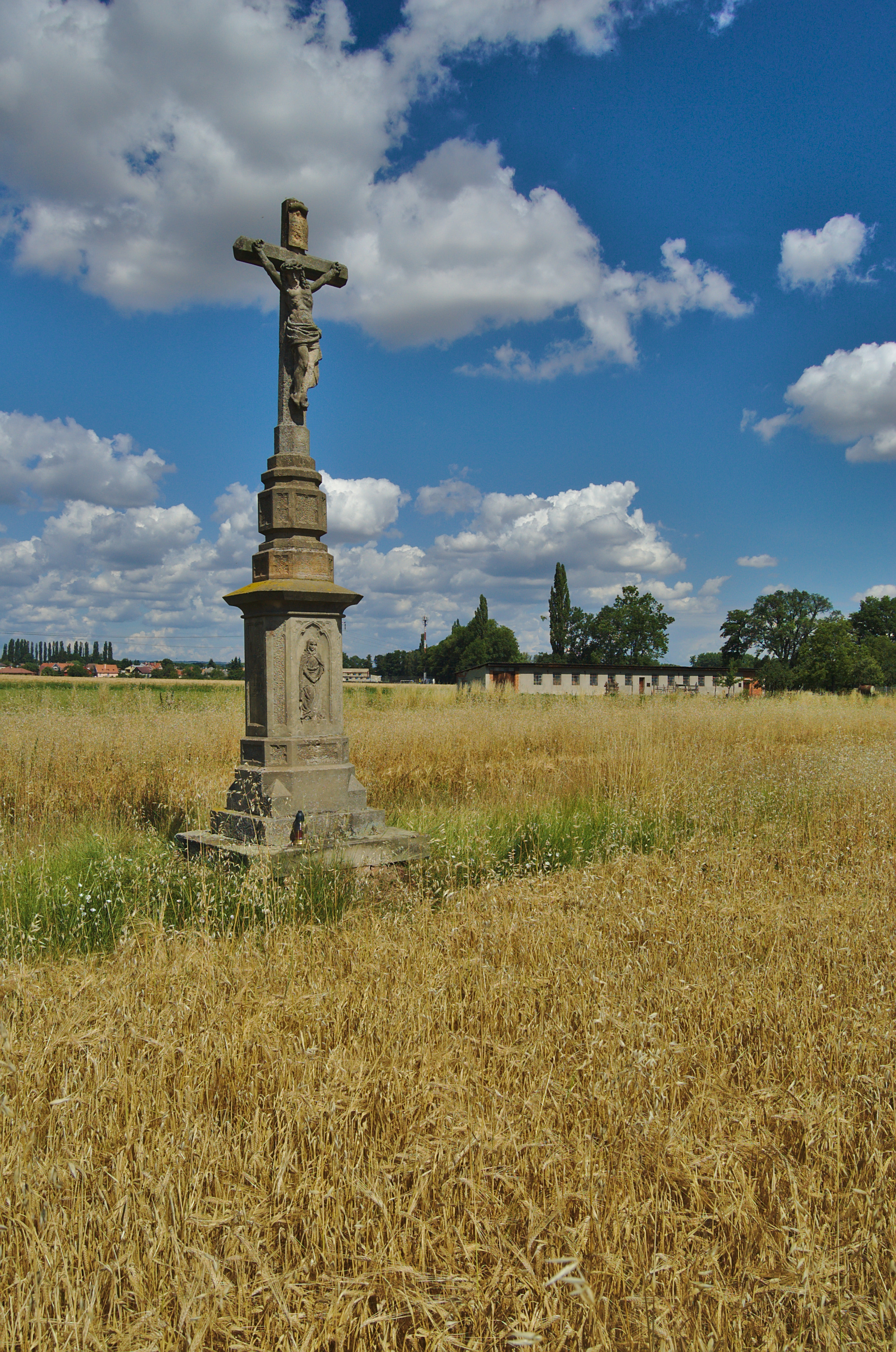
Kříž v polích
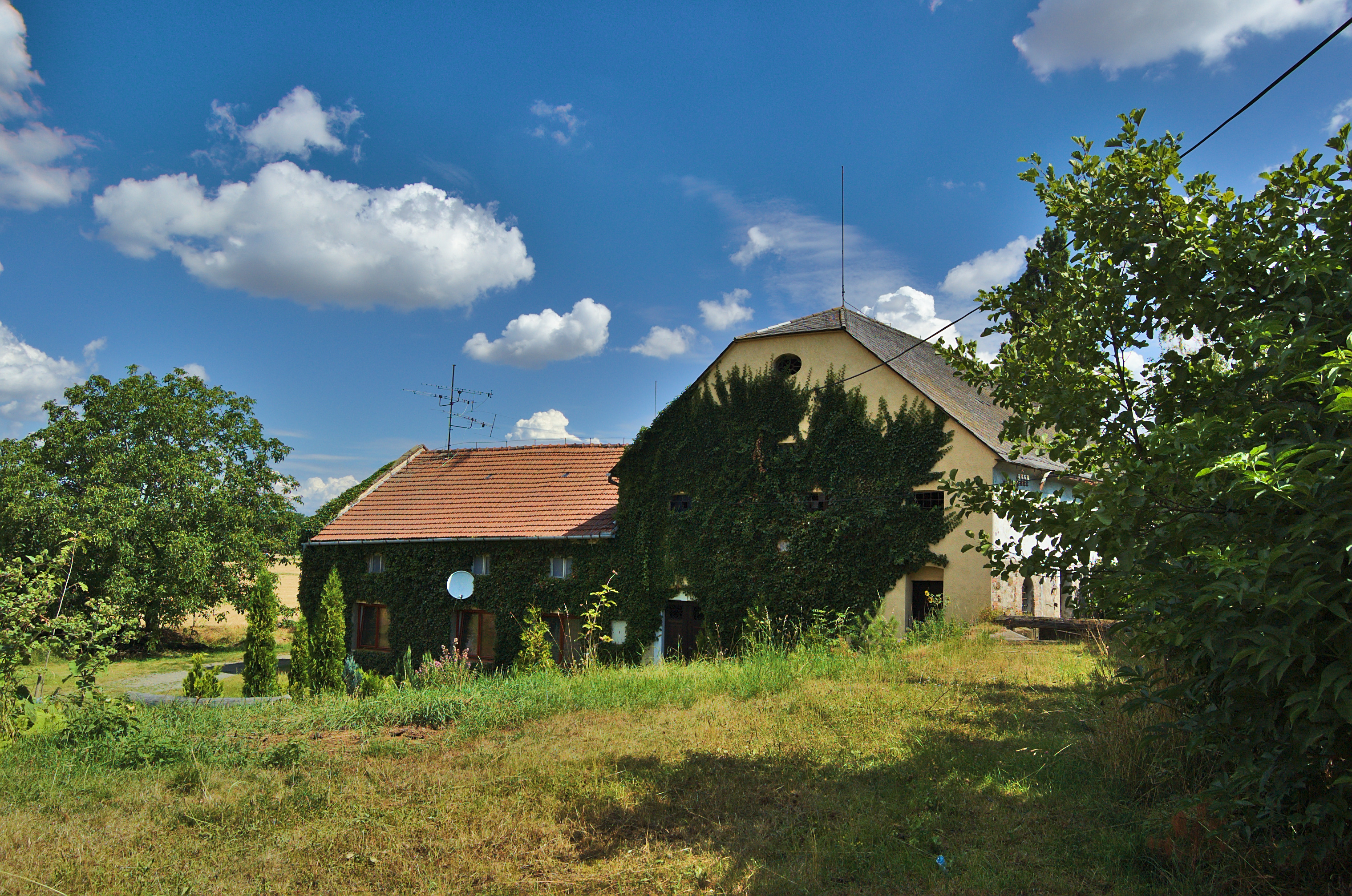
Toufarův mlýn
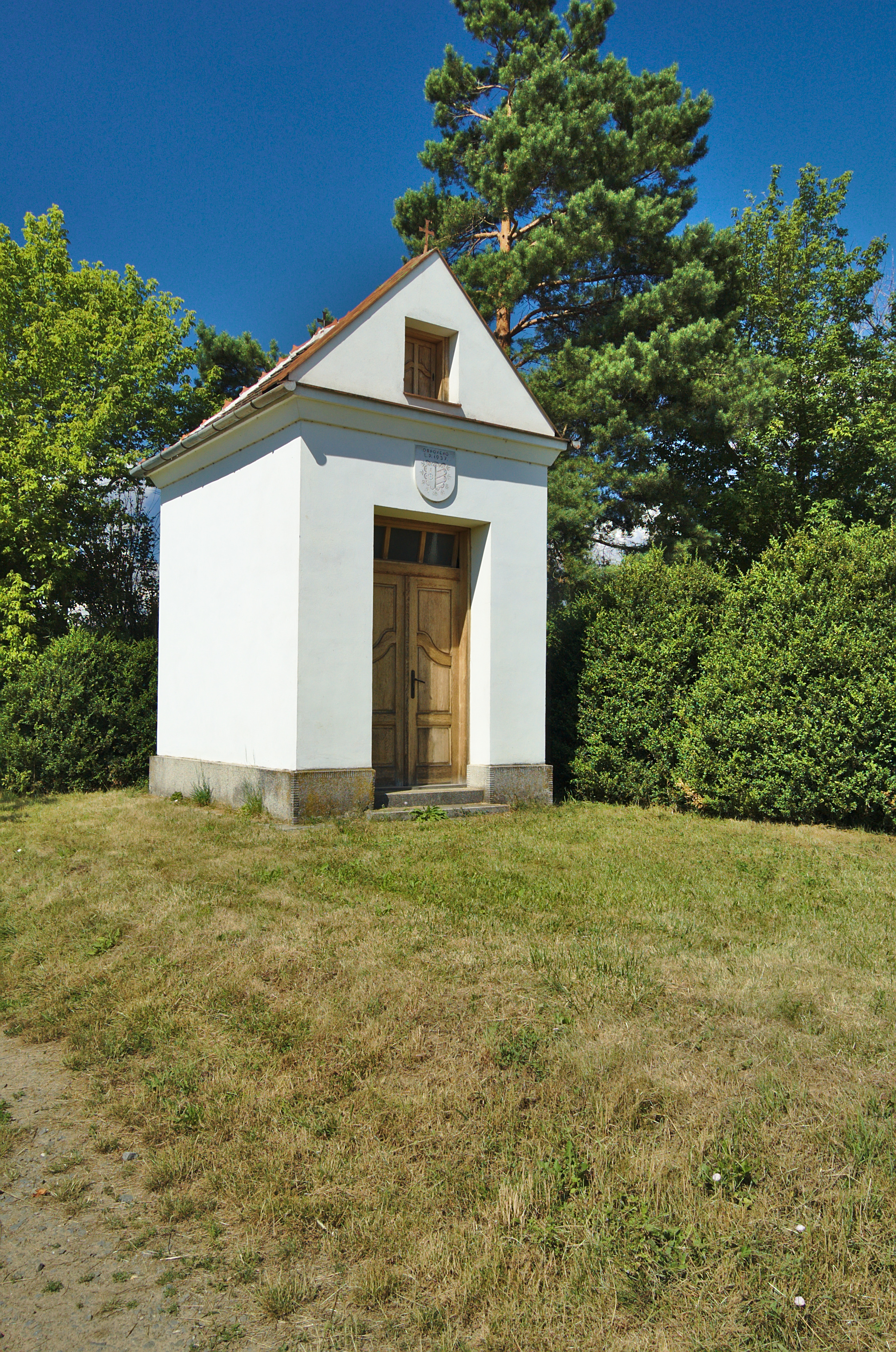
Kaple sv. Anděla Strážce
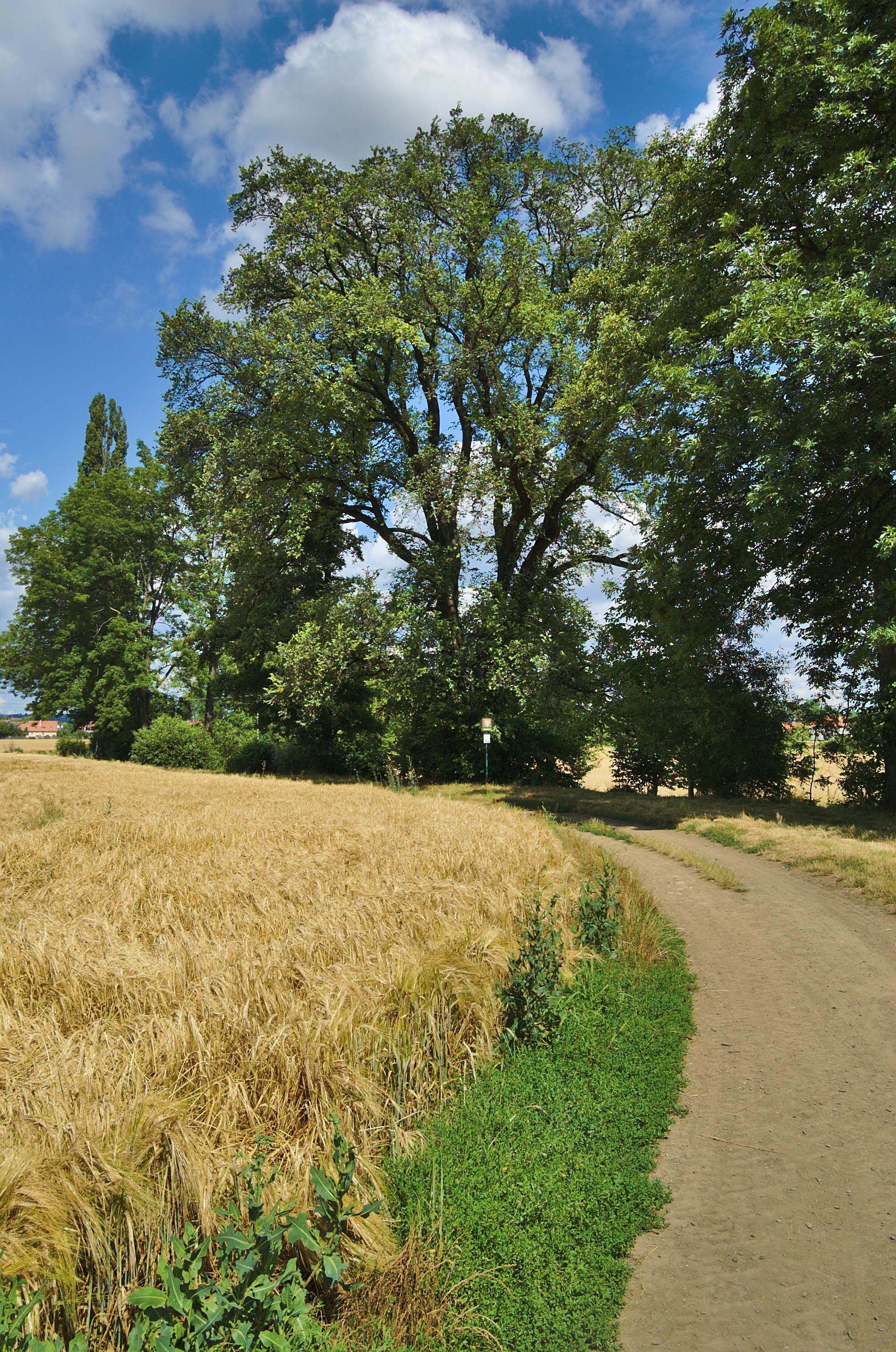
Jilm